# Speyeria hydaspe
Espèce
Speyeria hydaspe est une espèce nord-américaine de lépidoptères de la famille des Nymphalidae et de la sous-famille des Heliconiinae.

## Dénomination
Speyeria hydrapse a été nommé par Jean-Baptiste Alphonse Dechauffour de Boisduval en 1869.
Synonymes : Argynnis hydaspe Boisduval, 1869.

### Noms vernaculaires
Speyeria hydrapse se nomme Hydaspe Fritillary en anglais.

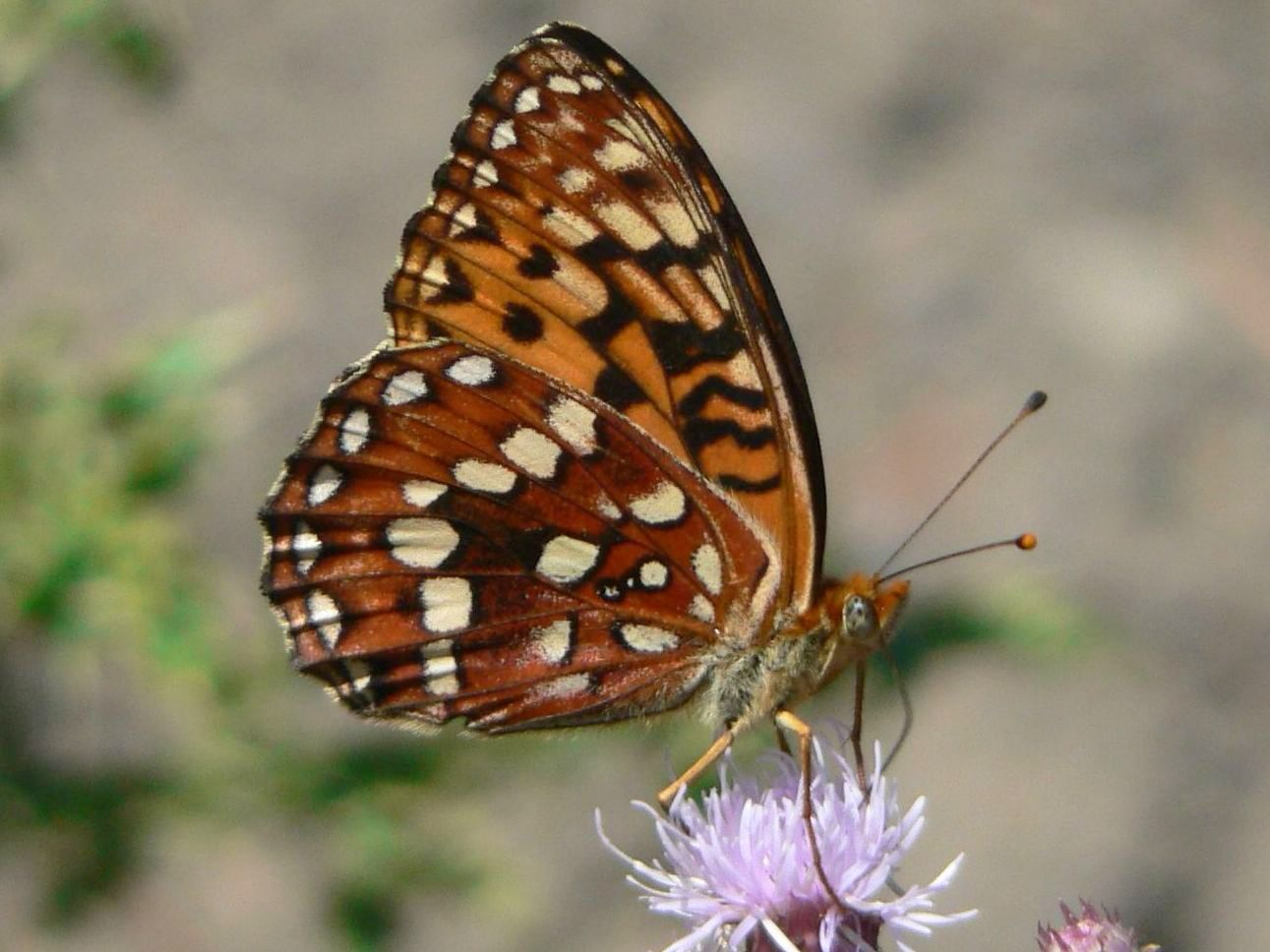
revers

### Sous-espèces
- Speyeria hydaspe conquista dos Passos et Grey, 1945 ;
- Speyeria hydaspe minor dos Passos et Grey, 1947 ;
- Speyeria hydaspe purpurascens (H. Edwards, 1877) ; en Californie.
- Speyeria hydaspe rhodope (Edwards, 1874) ;
- Speyeria hydaspe sakuntala (Skinner, 1911) ;
- Speyeria hydaspe virdicornis (Comstock, 1925)[1].

## Description
C'est un papillon orange et marron de taille moyenne, d'une envergure de 50 à 64 mm. Le dessus est orange orné de marron, une ligne submarginale de chevrons puis une ligne de points ronds, puis divers dessins et une partie basale marron.
Le revers des antérieures est semblable, bordé de chevrons blancs alors que les postérieures dont l'aire discale est marron foncé sont ornées de lignes de taches blanches et d'une ligne submarginale de chevrons blancs.

### Chenille
La chenille, noire, est ornée d'épines, noires sur le dos et marron sur les flancs.

## Biologie

### Période de vol et hivernation
Il vole en une génération de juin à août au Canada, jusqu'en septembre dans le reste de son aire,.
Ce sont les jeunes chenilles qui hivernent.

### Plantes hôtes
Les plantes hôtes de ses chenilles sont des Viola, Viola adunca, Viola glabella, Viola nuttallii, Viola orbiculata et Viola purpurea,.

## Écologie et distribution
Il est présent dans l'ouest de l'Amérique du Nord, de la Colombie-Britannique au Canada jusqu'à la Californie aux États-Unis (État de Washington, Oregon, Idaho, Montana, Wyoming, Colorado, Utah et Californie),.

### Biotope
Il réside dans les forêts humides peu denses.

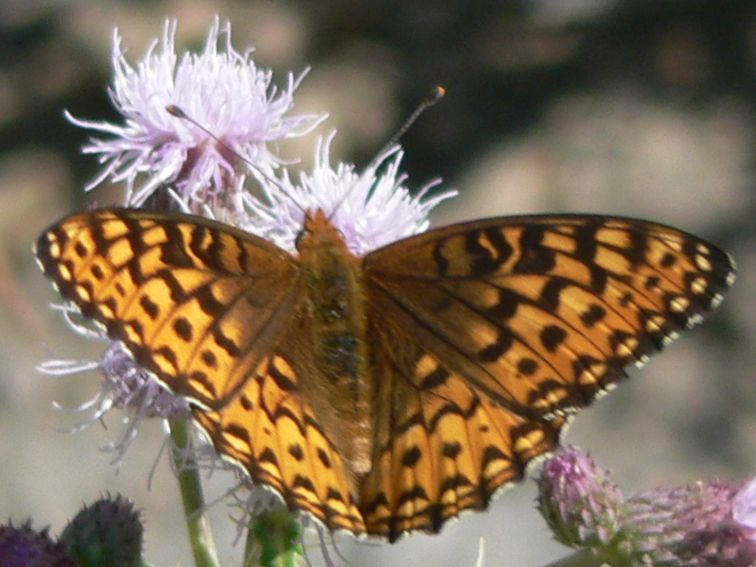
Speyeria hydrapse

### Protection
Pas de statut de protection particulier.